# Xã West Deer, Quận Allegheny, Pennsylvania
Xã West Deer (tiếng Anh: West Deer Township) là một xã thuộc quận Allegheny, tiểu bang Pennsylvania, Hoa Kỳ. Năm 2010, dân số của xã này là 11.771 người.